# عقيدة المايا

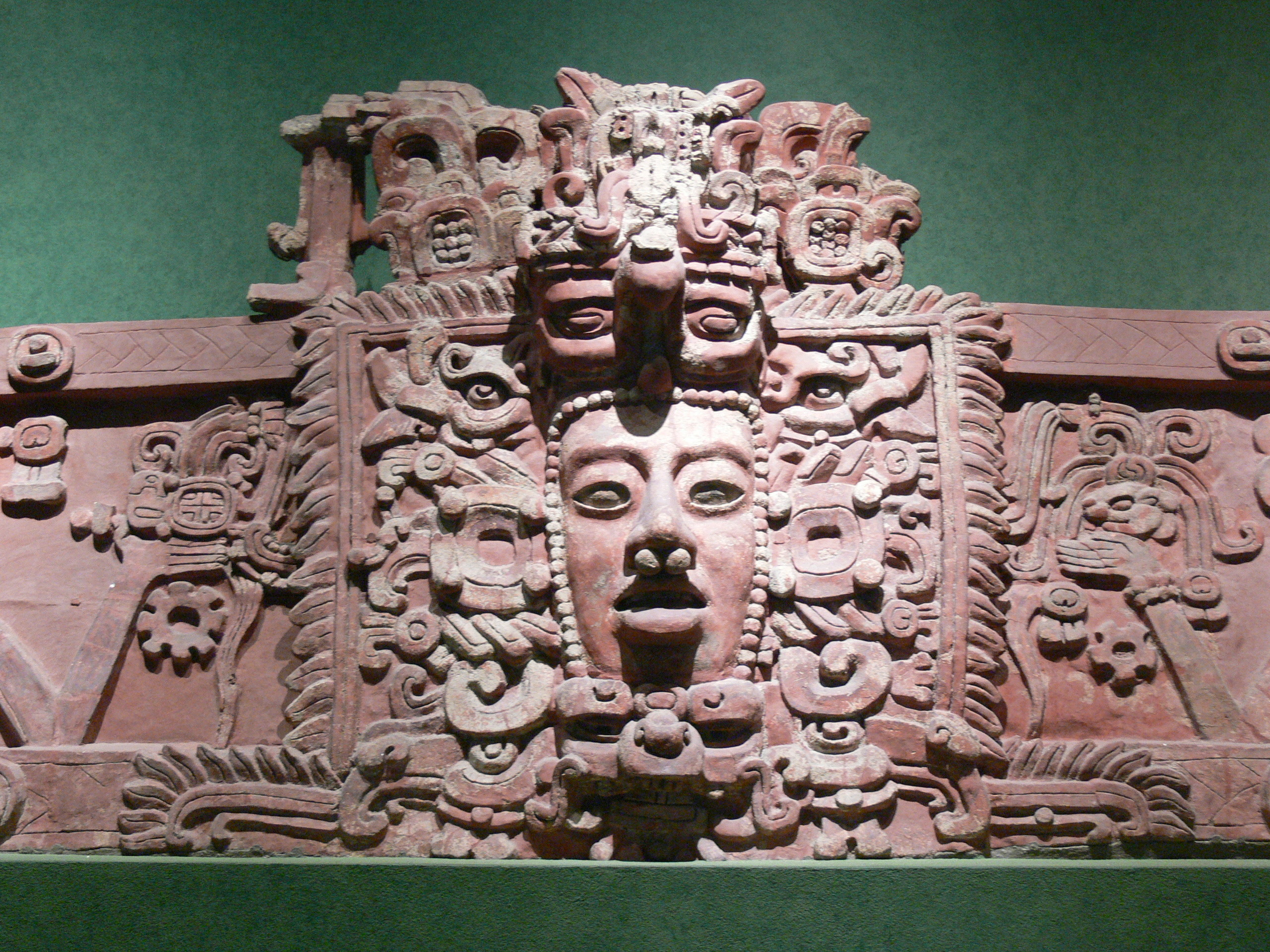

إن عقيدة المايا التقليدية في غواتيمالا وبليز وغرب هندوراس ومناطق تاباسكو وتشياباس ويوكاتان في المكسيك هي تفرع جنوبي شرقي لعقيدة مشابهة في أمريكا الوسطى. وكما هو الحال مع العديد من الديانات الأخرى في أمريكا الوسطى المعاصرة، فإن عقيدة المايا تأثرت بقرون من التعايش مع الكاثوليكية الرومانية. إن دين المايا التقليدي كان موجوداً بالفعل لأكثر من ألفي سنة بشكل صريح وواضح قبل الغزو الإسباني للبلاد. فقبل قدوم المسيحية إلى هذه القارة، انتشرت عقيدة المايا في العديد من الممالك الأصلية، مع الاحتفاظ بعادات وتقاليد السكان المحلية. أما اليوم، فتتعايش عقيدة المايا جنباً إلى جنب مع العقيدة المسيحية في تلك البلاد بكافة أشكالها.

## مجالات ممارسة الطقوس

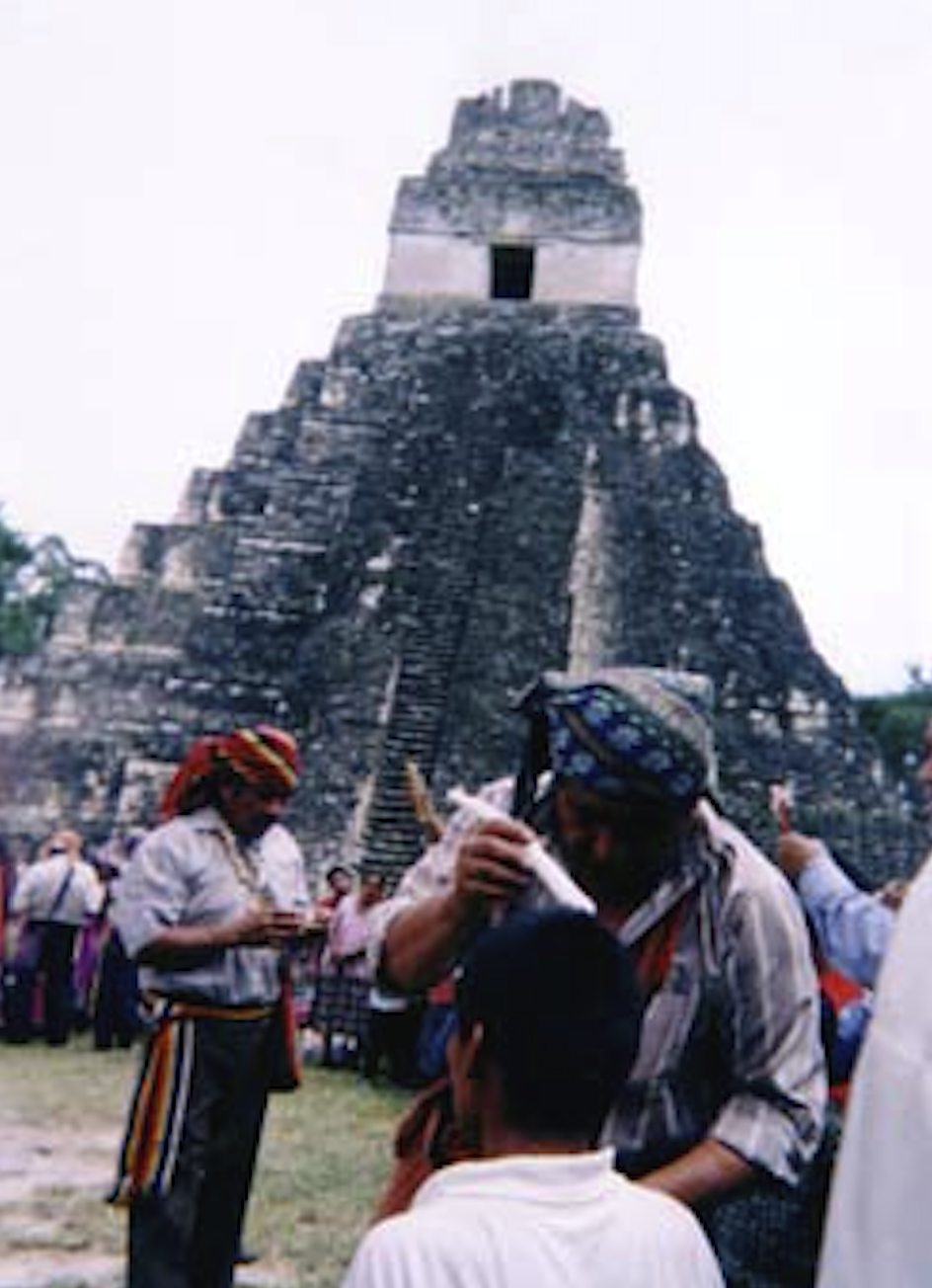
ممارسة أحد الطقوس في المايا المعاصرة

### الملوك

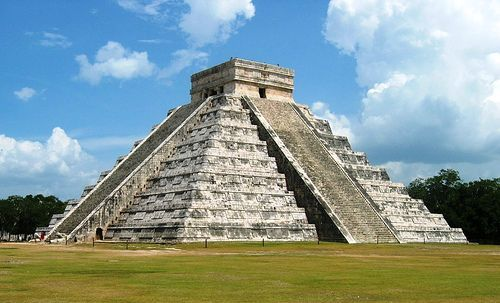
أحد اهرامات المايا

### الآلهة

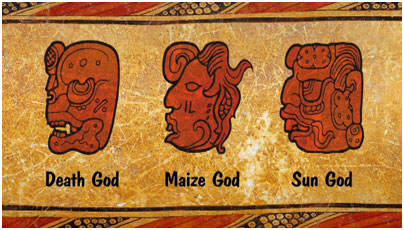
بعض من أشكال الآلهة عند المايا